# Rhaphium picketti
Rhaphium picketti är en tvåvingeart som beskrevs av Grichanov 1995. Rhaphium picketti ingår i släktet Rhaphium och familjen styltflugor. Inga underarter finns listade i Catalogue of Life.